# جام پرزیدنت آسیا ۲۰۱۲
جام پرزیدنت آسیا ۲۰۱۲ هشتمین دوره جام پرزیدنت آسیا بود، رقابتی برای باشگاه‌های فوتبال در کشورهایی که توسط کنفدراسیون فوتبال آسیا به عنوان "کشورهای نوظهور" در آسیا طبقه‌بندی شده‌اند.
تیم‌هایی از ۱۱ انجمن عضو وارد این رقابت‌ها شدند. استقلال دومین تیم تاجیکستان بود که جام پرزیدنت آسیا را برد و در فینال، مرکز شباب الامعری از فلسطین را با نتیجه ۲–۱ شکست داد.

## ورزشگاه‌ها
| دوشنبه               | پنوم پن        | لاهور          |
| -------------------- | -------------- | -------------- |
| ورزشگاه مرکزی جمهوری | ورزشگاه المپیک | ورزشگاه پنجاب  |
| گنجایش: ۲۰،۰۰۰       | گنجایش: ۷۰،۰۰۰ | گنجایش: ۱۰،۰۰۰ |
|                      |                |                |

## تیم‌ها
۱۲ فدراسیون زیر در جام پرزیدنت آسیا ۲۰۱۲ حضور داشتند.
| انجمن     | تیم               | نحوه راهیابی                            | حضور    | آخرین  |
| --------- | ----------------- | --------------------------------------- | ------- | ------ |
| بنگلادش   | شیخ جمال          | قهرمان لیگ بنگلادش ۱۱–۲۰۱۰              | اولین   | نداشته |
| بوتان     | یدزین             | قهرمان دسته اول ۲۰۱۱                    | سومین   | ۲۰۱۱   |
| کامبوج    | پنوم پن کراون     | قهرمان لیگ کامبوج ۲۰۱۱                  | چهارمین | ۲۰۱۱   |
| چین تایپه | تایپاور           | قهرمان لیگ فوتبال اینترسیتی ۲۰۱۱        | پنجمین  | ۲۰۱۱   |
| قرقیزستان | دوردوی بیشکک      | قهرمان لیگ قرقیزستان ۲۰۱۱               | هفتمین  | ۲۰۱۰   |
| مغولستان  | ارچیم             | قهرمان سوپر جام مغولستان ۲۰۱۱           | اولین   | نداشته |
| نپال      | پلیس نپال         | قهرمان لیگ ملی نپال ۱۲–۲۰۱۱             | پنجمین  | ۲۰۱۱   |
| پاکستان   | کی‌آرال            | قهرمان لیگ برتر پاکستان ۲۰۱۱            | دومین   | ۲۰۱۰   |
| فلسطین    | مرکز شباب الامعری | قهرمان لیگ برتر بانک غربی ۱۱–۲۰۱۰       | اولین   | نداشته |
| سری‌لانکا  | رتنام             | قهرمان لیگ برتر فوتبال سری‌لانکا ۱۲–۲۰۱۱ | چهارمین | ۲۰۰۸   |
| تاجیکستان | استقلال دوشنبه    | قهرمان لیگ تاجیکستان ۲۰۱۱               | دومین   | ۲۰۱۱   |
| ترکمنستان | بالکان            | قهرمان یوکاری لیگا ۲۰۱۱                 | دومین   | ۲۰۱۱   |

نکات
- مغولستان برای ورود به جام پرزیدنت آسیا ۲۰۱۲ درخواست داد[۵] و در نوامبر ۲۰۱۱ توسط ای‌اف‌سی تأیید شد[۴] و اولین حضور خود را در این رقابت‌ها تجربه کرد.[۶]
- میانمار درخواست ارتقاء به ای‌اف‌سی کاپ ۲۰۱۲ را ارائه داد،[۷] و در نوامبر ۲۰۱۱ توسط ای‌اف‌سی تأیید شد.[۴]

## برنامه
برنامه زمانی مسابقات ۲۰۱۲.
- مرحله گروهی: ۳ تا ۱۳ مه
- مرحله نهایی: ۲۴ تا ۳۰ سپتامبر

## مرحله گروهی
در مرحله گروهی، دوازده تیم به سه گروه چهار تیمی تقسیم شدند. هر گروه به صورت نوبت‌گردشی در یک مکان متمرکز برگزار شد. دو تیم برتر هر گروه به مرحله نهایی راه یافتند. تیم‌ها بر اساس امتیاز (۳ امتیاز برای برد، ۱ امتیاز برای تساوی، ۰ امتیاز برای باخت) رتبه‌بندی می‌شوند و معیارهای رده‌بندی به ترتیب زیر است:
1. تعداد امتیازات بیشتر کسب شده در مسابقات گروهی بین تیم‌های مربوطه؛
2. تفاضل گل حاصل از مسابقات گروهی بین تیم‌های مربوطه؛
3. تعداد گل‌های زده شده بیشتر در مسابقات گروهی بین تیم‌های مربوطه؛
4. تفاضل گل در تمام مسابقات گروهی؛
5. تعداد گل‌های زده شده بیشتر در تمام مسابقات گروهی؛
6. ضربات پنالتی اگر فقط دو تیم درگیر باشند و هر دو در زمین بازی باشند؛
7. امتیاز کمتر بر اساس تعداد کارت‌های زرد و قرمز دریافت شده در مسابقات گروهی محاسبه می‌شود؛ (۱ امتیاز برای هر کارت زرد، ۳ امتیاز برای هر کارت قرمز در نتیجه دو کارت زرد، ۳ امتیاز برای هر کارت قرمز مستقیم، ۴ امتیاز برای هر کارت زرد و به دنبال آن یک کارت قرمز مستقیم)
8. قرعه‌کشی.

در ۲ مارس ۲۰۱۲، کنفدراسیون فوتبال آسیا اعلام کرد که سه میزبان برای دور مقدماتی عبارتند از پنوم پن کراون (کامبوج)، کی‌آرال (پاکستان) و استقلال (تاجیکستان). قرعه‌کشی مرحله گروهی در ۶ مارس ۲۰۱۲، ساعت ۱۵:۰۰ به یوتی‌سی ۸:۰۰+ در مقر کنفدراسیون فوتبال آسیا در کوالا لامپور، مالزی برگزار شد.

### گروه A
| تیم      | بازی | برد | مساوی | باخت | گل زده | گل خورده | گل تفاضل | امتیاز |
| -------- | ---- | --- | ----- | ---- | ------ | -------- | -------- | ------ |
| تایپاور  | ۲    | ۱   | ۱     | ۰    | ۱      | ۰        | ۱+       | ۴      |
| کی‌آرال   | ۲    | ۰   | ۲     | ۰    | ۰      | ۰        | ۰        | ۲      |
| ارچیم    | ۲    | ۰   | ۱     | ۱    | ۰      | ۱        | ۱−       | ۱      |
| شیخ جمال | ۰    | -   | -     | -    | -      | -        | —        | ۰      |

1. ↑  شیخ جمال با استناد به نگرانی‌های امنیتی ناشی از بازی در پاکستان، از این رقابت‌ها کناره‌گیری کرد.[۱۲][۱۳]

- مسابقات در پاکستان برگزار شد (باشگاه میزبان: کی‌آرال).
- زمان‌های ذکر شده یوتی‌سی ۵:۰۰+ هستند.

| کی‌آرال | ۰–۰    | ارچیم |
| ------ | ------ | ----- |
|        | Report |       |

| ارچیم | ۰–۱    | تایپاور           |
| ----- | ------ | ----------------- |
|       | Report | Chen Yi-wei ۹۰+۳' |

| کی‌آرال | ۰–۰    | تایپاور |
| ------ | ------ | ------- |
|        | Report |         |

### گروه B
| تیم           | بازی | برد | مساوی | باخت | گل زده | گل خورده | گل تفاضل | امتیاز |
| ------------- | ---- | --- | ----- | ---- | ------ | -------- | -------- | ------ |
| دوردوی بیشکک  | ۳    | ۳   | ۰     | ۰    | ۱۷     | ۳        | ۱۴+      | ۹      |
| پنوم پن کراون | ۳    | ۲   | ۰     | ۱    | ۹      | ۱        | ۸+       | ۶      |
| پلیس نپال     | ۳    | ۱   | ۰     | ۲    | ۵      | ۶        | ۱−       | ۳      |
| یدزین         | ۳    | ۰   | ۰     | ۳    | ۲      | ۲۳       | ۲۱−      | ۰      |

- مسابقات در کامبوج برگزار شد (باشگاه میزبان: پنوم پن کراون).
- زمان‌های ذکر شده یوتی‌سی ۷:۰۰+ هستند.

| پنوم پن کراون                                                                               | ۸–۰    | یدزین |
| ------------------------------------------------------------------------------------------- | ------ | ----- |
| Sokumpheak ۲۰' · Borey ۲۶'، ۴۱'، ۶۶' · Sothy ۵۴' · Suhana ۶۱' · S. Pheng ۷۶' · H. Pheng ۸۵' | Report |       |

| دوردوی بیشکک                                       | ۵–۱    | پلیس نپال             |
| -------------------------------------------------- | ------ | --------------------- |
| Murzaev ۳'، ۱۴'، ۶۳' · Sharipov ۱۲' · Baymatov ۷۰' | Report | Pandey ۴۵+۱' (پنالتی) |

| یدزین                        | ۲–۱۱   | دوردوی بیشکک |
| ---------------------------- | ------ | --- |
| Chencho ۴۰' · Tshering ۹۰+۲' | Report | Murzaev ۱۸'، ۲۷'، ۶۲'، ۸۱'، ۸۷' · Askarov ۳۹' · Tetteh ۴۵' · Maka Kum ۵۹' · Anderson ۶۴'، ۷۰' · Bekbolotov ۹۰+۱' |

| پلیس نپال | ۰–۱    | پنوم پن کراون |
| --------- | ------ | ------------- |
|           | Report | Borey ۲۱'     |

| پلیس نپال                                  | ۴–۰    | یدزین |
| ------------------------------------------ | ------ | ----- |
| Silwal ۲'، ۷۱' · Shrestha ۳۷' · Pandey ۴۹' | Report |       |

| پنوم پن کراون | ۰–۱    | دوردوی بیشکک          |
| ------------- | ------ | --------------------- |
|               | Report | Baymatov ۹۰' (پنالتی) |

### گروه C
| تیم               | بازی | برد | مساوی | باخت | گل زده | گل خورده | گل تفاضل | امتیاز |
| ----------------- | ---- | --- | ----- | ---- | ------ | -------- | -------- | ------ |
| استقلال دوشنبه    | ۲    | ۲   | ۰     | ۰    | ۳      | ۱        | ۲+       | ۶      |
| مرکز شباب الامعری | ۲    | ۱   | ۰     | ۱    | ۲      | ۲        | ۰        | ۳      |
| بالکان            | ۲    | ۰   | ۰     | ۲    | ۲      | ۴        | ۲−       | ۰      |
| رتنام             | ۰    | -   | -     | -    | -      | -        | —        | ۰      |

1. ↑  رتنام انصراف داد.[۱۲]

- مسابقات در تاجیکستان برگزار شد (باشگاه میزبان: استقلال).
- زمان‌های ذکر شده یوتی‌سی ۵:۰۰+ هستند.

| بالکان       | ۱–۲    | مرکز شباب الامعری           |
| ------------ | ------ | --------------------------- |
| Çoňkaýew ۳۲' | Report | Kaware ۵۹' · Keshkesh ۹۰+۲' |

| مرکز شباب الامعری | ۰–۱    | استقلال دوشنبه |
| ----------------- | ------ | -------------- |
|                   | Report | Ergashev ۷۵'   |

| استقلال دوشنبه                   | ۲–۱    | بالکان      |
| -------------------------------- | ------ | ----------- |
| Rabiev ۴۱' · Vasiev ۷۹' (پنالتی) | Report | Diwanow ۶۶' |

## مرحله نهایی‌
مرحله نهایی در یک مکان متمرکز برگزار شد که از بین یکی از تیم‌های راه‌یافته به مرحله نهایی انتخاب می‌شد. شش تیمی که به مرحله نهایی راه یافتند، به دو گروه سه تیمی تقسیم شدند و به صورت نوبت‌گردشی با هم بازی کردند. برنده هر گروه به فینال تک مسابقه‌ای راه یافت تا عنوان قهرمانی را مشخص کند.
پنوم پن کراون (کامبوج)، استقلال (تاجیکستان) و دوردوی بیشکک (قرقیزستان) برای برگزاری فینال ابراز علاقه کردند. در ۱۸ ژوئیه ۲۰۱۲، کمیته مسابقات ای‌اف‌سی تصمیم گرفت حق میزبانی فینال را به تاجیکستان اعطا کند، و این تصمیم در ۱۹ ژوئیه ۲۰۱۲ توسط کمیته اجرایی ای‌اف‌سی تأیید شد. قرعه‌کشی فینال در ۳۱ ژوئیه ۲۰۱۲، ساعت ۱۱:۰۰ به وقت یوتی‌سی ۵:۰۰+ در دوشنبه برگزار شد.

### گروه A
| تیم            | بازی | برد | مساوی | باخت | گل زده | گل خورده | گل تفاضل | امتیاز |
| -------------- | ---- | --- | ----- | ---- | ------ | -------- | -------- | ------ |
| استقلال دوشنبه | ۲    | ۲   | ۰     | ۰    | ۸      | ۰        | ۸+       | ۶      |
| دوردوی بیشکک   | ۲    | ۱   | ۰     | ۱    | ۸      | ۲        | ۶+       | ۳      |
| پنوم پن کراون  | ۲    | ۰   | ۰     | ۲    | ۰      | ۱۴       | ۱۴−      | ۰      |

| دوردوی بیشکک | ۰–۲    | استقلال دوشنبه             |
| ------------ | ------ | -------------------------- |
|              | Report | Ergashev ۳۸' · Sodikov ۵۸' |

| پنوم پن کراون | ۰–۸    | دوردوی بیشکک                                                                               |
| ------------- | ------ | ------------------------------------------------------------------------------------------ |
|               | Report | Baymatov ۵'، ۷۲'، ۹۰' · Tetteh ۸' · Kichin ۵۸' · Anderson ۶۳' · Shamshiev ۷۵' · Sataev ۸۳' |

| استقلال دوشنبه                                                                 | ۶–۰    | پنوم پن کراون |
| ------------------------------------------------------------------------------ | ------ | ------------- |
| Vasiev ۲۶' · Tokhirov ۴۷' · Sharipov ۵۲' · Rabimov ۵۸'، ۹۰+۱' · Fatkhuloev ۷۶' | Report |               |

### گروه B
| تیم               | بازی | برد | مساوی | باخت | گل زده | گل خورده | گل تفاضل | امتیاز |
| ----------------- | ---- | --- | ----- | ---- | ------ | -------- | -------- | ------ |
| مرکز شباب الامعری | ۲    | ۱   | ۱     | ۰    | ۶      | ۲        | ۴+       | ۴      |
| تایپاور           | ۲    | ۱   | ۱     | ۰    | ۴      | ۲        | ۲+       | ۴      |
| کی‌آرال            | ۲    | ۰   | ۰     | ۲    | ۲      | ۸        | ۶−       | ۰      |

| تایپاور         | ۱–۱    | مرکز شباب الامعری |
| --------------- | ------ | ----------------- |
| Chen Yi-wei ۸۷' | Report | Keshkesh ۶۲'      |

| کی‌آرال   | ۱–۳    | تایپاور                                     |
| -------- | ------ | ------------------------------------------- |
| Adil ۸۸' | Report | Ho Ming-tsan ۵۵'، ۵۸' · Huang Kai-jun ۹۰+۴' |

| مرکز شباب الامعری                                | ۵–۱    | کی‌آرال         |
| ------------------------------------------------ | ------ | -------------- |
| Jamhour ۴۱'، ۶۱' · Obeid ۵۴'، ۵۶' · Aliwisat ۷۰' | Report | Saad Ullah ۴۰' |

### فینال
| مرکز شباب الامعری | ۱–۲    | استقلال دوشنبه            |
| ----------------- | ------ | ------------------------- |
| Keshkesh ۲۱'      | Report | Ergashev ۶۹' · Vasiev ۷۸' |